# Zatrephes fasciola
Zatrephes fasciola là một loài bướm đêm thuộc phân họ Arctiinae, họ Erebidae.